# تشو يانغ (منافسة ألعاب القوى)
تشو يانغ (بالصينية: 周杨) هي منافسة ألعاب القوى صينية، ولدت في 16 مايو 1988 في تشنغدو في الصين.

## وصلات خارجية
- تشو يانغ على موقع الاتحاد الدولي لألعاب القوى (الإنجليزية)
- تشو يانغ على موقع أوليمبيديا (الإنجليزية)
- تشو يانغ على موقع اللجنة الأولمبية الصينية (الإنجليزية)